# トニー・トリシカ
トニー・トリシカ（Tony Torischka, 1946年1月16日 - ）は、シラキュース生まれの五弦バンジョー奏者。

## 略歴
トリシカはルーツ音楽の世界で最も影響力の強いバンジョー奏者と考えられている。45年以上にわたり、彼のスタイルはブルーグラスやその他のアコースティックのミュージシャンに影響を与えてきた。
ニューヨーク州シラキュース生まれのトリシカは、1963年のキングストン・トリオの"Charlie and the MTA"によってバンジョーの魅力にひきこまれた。それから二年後、Down City Ramblersに加入し1971年まで在籍した。1971年に、トリシカはカントリー・クッキングとのアルバム"15 Bluegrass Instrumentals"でレコーディングデビューを果たす。同時期、トリシカはスポーツ・ロックバンド「カントリー・グラノーラ」のメンバーでもあった。1973年には、3年間だけBreakfast Specialに加入。1974から1975年の間にトリシカは"Bluegrass Light"と"Heartlands"の二枚のソロアルバムをレコーディング。1976年にはさらにソロアルバム"Banjoland"をレコーディング。その後、ブロードウェイで"The Robber Bridegroom"の音楽監督を務める。1978年には、ツアーを行い、同年にMonroe Doctrineでの演奏も行う。
1978年には、日本ツアーを行ったのに加え、ピーター・ローワン、リチャード・グリーンと共にレコーディングも行う。1980年代初頭、トリシカは彼の新しいバンド"Skyline"でのレコーディングに着手し、1983年には初アルバムをリリース。それからもRobot Plane Flies over Arkansas (solo, 1983), Stranded in the Moonlight (with Skyline, 1984), Hill Country (solo, 1985)とコンスタントにアルバムをリリースする。1984年、トリシカが初めてフィーチャーした映画"Foxfire"でヒューム・クローニン、ジェシカ・タンディ、ジョン・デンバーとともに演奏を行う。3年後、ジェシカ・タンディとモーガン・フリーマンをフィーチャーしたブロードウェイの企画"Driving Miss Daisy"のためにレコーディングを行う。1988年にはベルギーのバンド"Gold Rush"のアルバム"No More Angels"をプロデュース。その後、Skylineでの最後のアルバム"Fire of Grace"をレコーディング。その他にも、ナショナル・パブリック・ラジオの人気番組"Books on the Airs"のテーマソングのレコーディングや、他のラジオ番組にも楽曲を提供。
スティーヴ・マーティン、アール・スクラッグス、ベラ・フレック、トニー・ライスやそのほか多くの輝かしいアーティストたちと共に"Double Banjo Bluegrass Spectacular"をレコーディング。このアルバムを機に再びブルーグラスに立ち返った。2007年10月、バンジョー奏者としてIBMAのイヤー・アワードに輝く。"Double Banjo Bluegrass Spectacular"もIBMAのレコード企画賞とグラミー賞を受賞。
トリシカは革新的なバンジョー奏者にとどまらず、最も尊敬される指導者の一人でもあり、教本や教則DVDを数多く出版している。2009年7月にはオンライン・バンジョー・スクールを立ち上げ、世界中に向けてバンジョーの指導を始めた。
2012年の夏、トリシカはニューヨークの公園で行われたシェイクスピア劇"お気に召すまま"でバンジョーの演奏を行った。
2012年12月、トリシカは活動が認められ、the United States Artists Friends Fellowを受賞。
2014年2月、Rouder Recordsから"Great Big World"をリリース。 このアルバムは、スティーブ・マーティン、マイケル・デイブスらのゲストを迎えてのコントリビュートアルバムである。
トニーはニュージャージー州フェア・ローンに在住しており、現在も様々なミュージシャンとツアーを行っている。

## ディスコグラフィー(アルバム)
- Bluegrass Light (Rounder Records, 1974)
- Heartlands (Rounder Records, 1975)
- Banjoland (Rounder Records, 1977)
- Before the Dawn – by Skyline (Accord, 1979)
- Late to Work – by Skyline (Flying fish, 1981)
- Fiddle Tunes for Banjo, with Bill Keith and Béla Fleck (Rounder Records, 1981)
- A Robot Plane Flies over Arkansas (Rounder Records, 1983)
- Stranded in the Moonlight – by Tony Trischka & Skyline (Flying Fish, 1984)
- Hill Country (Rounder Records, 1985)
- Skyline Drive – by Tony Trischka & Skyline (Flying Fish, 1986)
- Fire of Grace – by Skyline (Flying Fish, 1990)
- Alone Together, with Beppe Gambetta (Brambus Records, 1991)
- Solo Banjo Works, with Béla Fleck (Rounder Records, 1992)
- World Turning (Rounder Records, 1993)
- Psychograss – by Psychograss (Wyndham Hill Records, 1993)
- Live at the Birchmere – by The Big Dogs (Strictly Country, 1995)
- Glory Shone Around: A Christmas Collection (Rounder Records, 1995)
- Like Minds – by Psychograss (Sugar Hill Records, 1996)
- Bend (Rounder Records, 1999)
- Now Hear This – by Psychograss (Adventure Music, 2005)
- Double Banjo Bluegrass Spectacular (Rounder Records, 2007)
- Territory, (Smithsonian Folkways 2008)
- Great Big World (Rounder Records, 2014)

## テレビ出演
- Merv Griffin Show, 1976
- Nashville Network's Fire on the Mountain, 1984, 1986
- Ralph Emory's "Frets" Awards Show, The Nashville Network, 1987
- CBS Hallmark Hall of Fame production of Foxfire with Jessica Tandy, Hume Cronyn and John Denver, 1987
- British television production of Echoes of America: History of the Five String Banjo, 1989
- Where in the World is Carmen Sandiego? (PBS), 1992
- CBS Sunday Morning with Charles Osgood – feature story (including Béla Fleck), 1995
- ABC World News Tonight with Peter Jennings, Summer, 1996
- ABC Views, with Béla Fleck, Summer 1997
- Live at the Quick, with Bela Fleck, 2004–2006
- The Ellen DeGeneres Show, with Steve Martin, Brittany Haas, and Michael Daves, April 2007
- Late Show with David Letterman, with Steve Martin, Bela Fleck, Brittany Haas, and Michael Daves, April 2007

## 書籍
- Trischka, Tony. Banjo Song Book, Oak Publications, 1977.
- Tony Trischka, Pete Wernick.  Masters of the 5-String Banjo, Oak Publications, 1988.